# Saison 2005 de l'équipe cycliste Bouygues Telecom

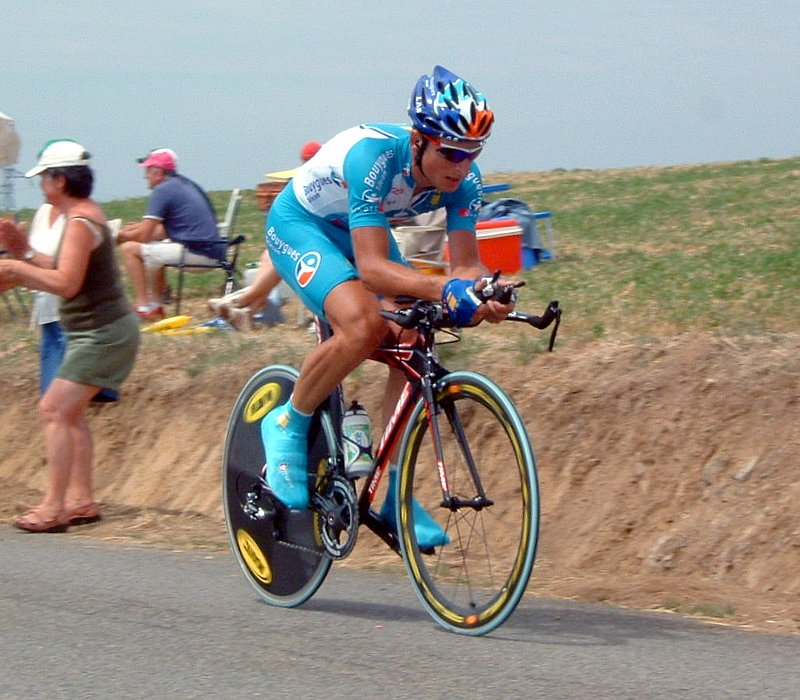
Pierrick Fedrigo sur le Tour de France 2005

L'équipe cycliste Bouygues Telecom participait en 2005 au circuit UCI ProTour. L'équipe adopte son nouveau sponsor après la fin du partenariat avec les Brioches La Boulangère.

## Préparation de la saison 2005

### Arrivées et départs
| Arrivées             | Équipe 2004               |
| -------------------- | ------------------------- |
| Giovanni Bernaudeau  | Vendée U-Pays de la Loire |
| Olivier Bonnaire     | Vendée U-Pays de la Loire |
| Laurent Brochard     | AG2R Prévoyance           |
| Mathieu Claude       | Vendée U-Pays de la Loire |
| Pierre Drancourt     | Vendée U-Pays de la Loire |
| Pierrick Fédrigo     | Crédit agricole           |
| Yohann Gène          | Vendée U-Pays de la Loire |
| Frédéric Mainguenaud | VC Loudun                 |
| Anthony Ravard       | Vendée U-Pays de la Loire |

| Départs          | Équipe 2005             |
| ---------------- | ----------------------- |
| Gorka Beloki     | Andalucia - Paul Versan |
| Joseba Beloki    | Saunier Duval-Prodir    |
| Sylvain Chavanel | Cofidis                 |

## Effectif
| Effectif 2005            | Effectif 2005     | Effectif 2005 | Effectif 2005                    |
| Cycliste                 | Date de naissance | Pays          | Équipe précédente                |
| ------------------------ | ----------------- | ------------- | -------------------------------- |
| Walter Bénéteau          | 28 juillet 1972   | France        | Vendée U (1999)                  |
| Giovanni Bernaudeau      | 25 août 1983      | France        | Vendée U-Pays de la Loire (2004) |
| Olivier Bonnaire         | 2 mars 1983       | France        | Vendée U-Pays de la Loire (2004) |
| Franck Bouyer            | 17 mars 1974      | France        | La Française des jeux (1999)     |
| Laurent Brochard         | 26 mars 1968      | France        | AG2R Prévoyance (2004)           |
| Anthony Charteau         | 4 juin 1979       | France        | Vendée U-Pays de la Loire (2000) |
| Sébastien Chavanel       | 21 mars 1981      | France        | Vendée U-Pays de la Loire (2002) |
| Mathieu Claude           | 17 mars 1983      | France        | Vendée U-Pays de la Loire (2004) |
| Pierre Drancourt         | 10 mai 1982       | France        | Vendée U-Pays de la Loire (2004) |
| Pierrick Fédrigo         | 30 novembre 1978  | France        | Crédit Agricole (2004)           |
| Yohann Gène              | 25 juin 1981      | France        | Vendée U-Pays de la Loire (2004) |
| Anthony Geslin           | 9 juin 1980       | France        | Vendée U-Pays de la Loire (2001) |
| Maryan Hary              | 27 mai 1980       | France        | Vendée U-Pays de la Loire (2002) |
| Christophe Kern          | 18 janvier 1981   | France        | Vendée U-Pays de la Loire (2002) |
| Laurent Lefèvre          | 2 juillet 1976    | France        | Jean Delatour (2003)             |
| Frédéric Mainguenaud     | 10 juillet 1974   | France        | Agritubel-Loudun 86 (2004)       |
| Rony Martias             | 4 août 1980       | France        | Vendée U-Pays de la Loire (2003) |
| Alexandre Naulleau       | 22 janvier 1981   | France        | Vendée U-Pays de la Loire (2003) |
| Mickaël Pichon           | 17 septembre 1973 | France        | Fdjeux.com (2003)                |
| Jérôme Pineau            | 2 janvier 1980    | France        | Vendée U-Pays de la Loire (2001) |
| Anthony Ravard           | 28 septembre 1983 | France        | Vendée U-Pays de la Loire (2004) |
| Franck Renier            | 11 avril 1974     | France        | Vendée U (1999)                  |
| Didier Rous              | 18 septembre 1970 | France        | Festina-Lotus (1999)             |
| Matthieu Sprick          | 29 septembre 1981 | France        | Vendée U-Pays de la Loire (2003) |
| Thomas Voeckler          | 22 juin 1979      | France        | Vendée U-Pays de la Loire (2000) |
| Unai Yus                 | 13 février 1974   | Espagne       |                                  |
|                          |                   |               |                                  |
| Source : ProCyclingStats |                   |               |                                  |

## Victoires
| Date       | Course                                           | Pays     | Classe | Vainqueur          |
| ---------- | ------------------------------------------------ | -------- | ------ | ------------------ |
| 11/02/2005 | 3e étape du Grand Prix International Costa Azul  | Portugal | 2.1    | Sébastien Chavanel |
| 20/03/2005 | Cholet-Pays de Loire                             | France   | 1.1    | Pierrick Fédrigo   |
| 29/03/2005 | Paris-Camembert                                  | France   | 1.1    | Laurent Brochard   |
| 05/04/2005 | 1re étape du Circuit de la Sarthe                | France   | 2.1    | Anthony Ravard     |
| 28/04/2005 | 3e étape du Circuit de Lorraine                  | France   | 2.1    | Anthony Geslin     |
| 06/05/2005 | 3e étape des Quatre Jours de Dunkerque           | France   | 2.HC   | Thomas Voeckler    |
| 08/05/2005 | Classement général des Quatre Jours de Dunkerque | France   | 2.HC   | Pierrick Fédrigo   |
| 21/05/2005 | 6e étape du Tour de Catalogne                    | Espagne  | PT     | Anthony Charteau   |
| 18/06/2005 | 3e étape de la Route du Sud                      | France   | 2.1    | Didier Rous        |
| 26/06/2005 | Championnat de France sur route                  | France   | CN     | Pierrick Fédrigo   |

## Classements UCI Pro Tour

### Individuel
| Rang | Coureur          | Points |
| ---- | ---------------- | ------ |
| 62   | Anthony Geslin   | 35     |
| 84   | Laurent Brochard | 25     |
| 136  | Unai Yus         | 5      |
| 147  | Jérôme Pineau    | 3      |
| 176  | Anthony Charteau | 1      |

### Équipe
L'équipe Bouygues Telecom a terminé à la 17e place avec 183 points.

## Classements Coupe de France

### Individuel
| Rang | Coureur              | Points |
| ---- | -------------------- | ------ |
| 3    | Pierrick Fédrigo     | 65     |
| 8    | Laurent Brochard     | 50     |
| 16   | Thomas Voeckler      | 36     |
| 31   | Jérôme Pineau        | 25     |
| 48   | Mathieu Claude       | 16     |
| 55   | Didier Rous          | 14     |
| 58   | Anthony Geslin       | 12     |
| 71   | Frédéric Mainguenaud | 5      |

### Équipe
L'équipe Bouygues Telecom a terminé à la 8e place avec 56 points.